# Ravlunda skjutfält
Ravlunda skjutfält este o arie protejată (arie specială de conservare — SAC, sit de importanță comunitară — SCI) din Suedia întinsă pe o suprafață de 861,3 ha, integral pe uscat.

## Localizare
Centrul sitului Ravlunda skjutfält este situat la coordonatele 55°44′46″N 14°10′57″E / 55.7461°N 14.1826°E.

## Înființare
Situl Ravlunda skjutfält a fost declarat sit de importanță comunitară în ianuarie 1998 pentru a proteja 1 specie de plante și 4 specii de animale. Situl a fost protejat și ca arie specială de conservare în martie 2011.

## Biodiversitate
Situată în ecoregiunile continentală și marină baltică, aria protejată conține 15 habitate naturale: Pajiști fino-scandinave uscate până la mezice, bogate în specii de altitudine mică, Păduri de fag Asperulo-Fagetum, Păduri aluvionare cu Alnus glutinosa și Fraxinus excelsior (Alno-Padion, Alnion incanae, Salicion albae), Cursuri de apă de la nivel de câmpie la nivel montan, cu vegetație Ranunculion fluitantis și Callitricho-Batrachion, Pășuni din zone de pădure fino-scandinave, Pajiști uscate europene, Bancuri de nisip acoperite în permanență slab de apă marină, Dune mobile cu vegetație embrionară, Liziere de ierburi înalte hidrofile de câmpie și de nivel montan până la alpin, Dune de coastă fixe cu vegetație erbacee („dune gri”), Pajiști cu Molinia pe soluri calcaroase, turboase sau argilos-nămoloase (Molinion caeruleae), Recifuri, Păduri de fag Luzulo-Fagetum, Dune mobile de-a lungul țărmului cu Ammophila arenaria („dune albe”), Pajiști calcaroase din nisipuri xerice.
La baza desemnării sitului se află mai multe specii protejate:
- plante (1): Dianthus arenarius subsp. arenarius
- amfibieni (1): triton cu creastă (Triturus cristatus)
- nevertebrate (1): libelule (Leucorrhinia pectoralis)
- pești (2): zglăvoacă (Cottus gobio), somonul (Salmo salar)

Pe lângă speciile protejate, pe teritoriul sitului au mai fost identificate 3 specii de amfibieni.